# Ivan Jukić
Ivan Jukić (Split, 21. srpnja 1995.) hrvatski je profesionalni košarkaš, igra za Zadar. S hrvatskom kadetskom košarkaškom reprezentacijom (do 16) osvojio je zlatnu medalju na Europskom prvenstvu 2011. u Češkoj.